# Macause voetbalbond
De Macause voetbalbond of Macau Football Association (MFA) is de voetbalbond van Macau.
De voetbalbond werd opgericht in 1939 en is sinds 1978 lid van de Aziatisch voetbalbond (AFC) en sinds 2002 lid van de Oost-Aziatische voetbalbond (EAFF). In 1978 werd de bond lid van de FIFA. De voetbalbond is verantwoordelijk voor het Macaus voetbalelftal . Het hoofdkantoor staat op Taipa.
Op 27 juni 2019 kreeg de voetbalbond een sanctie opgelegd van de FIFA omdat het weigerde om het nationale elftal naar Sri Lanka te sturen voor een wedstrijd in de eerste ronde van het AFC-kwalificatietoernooi voor het wereldkampioenschap voetbal 2022. De bond kreeg een boete van CHF 10.000

## President
In januari 2022 was de president Victor Cheung Lup Kwan.